# Jochen Hahn
Jochen Hahn (18 de abril de 1974 en Altensteig, Alemania) es un piloto de automovilismo alemán. Ha sido seis veces campeón europeo en el Campeonato de Europa de Carreras de Camiones, el que más de toda la historia.

## Trayectoria profesional

### Mercedes-Benz

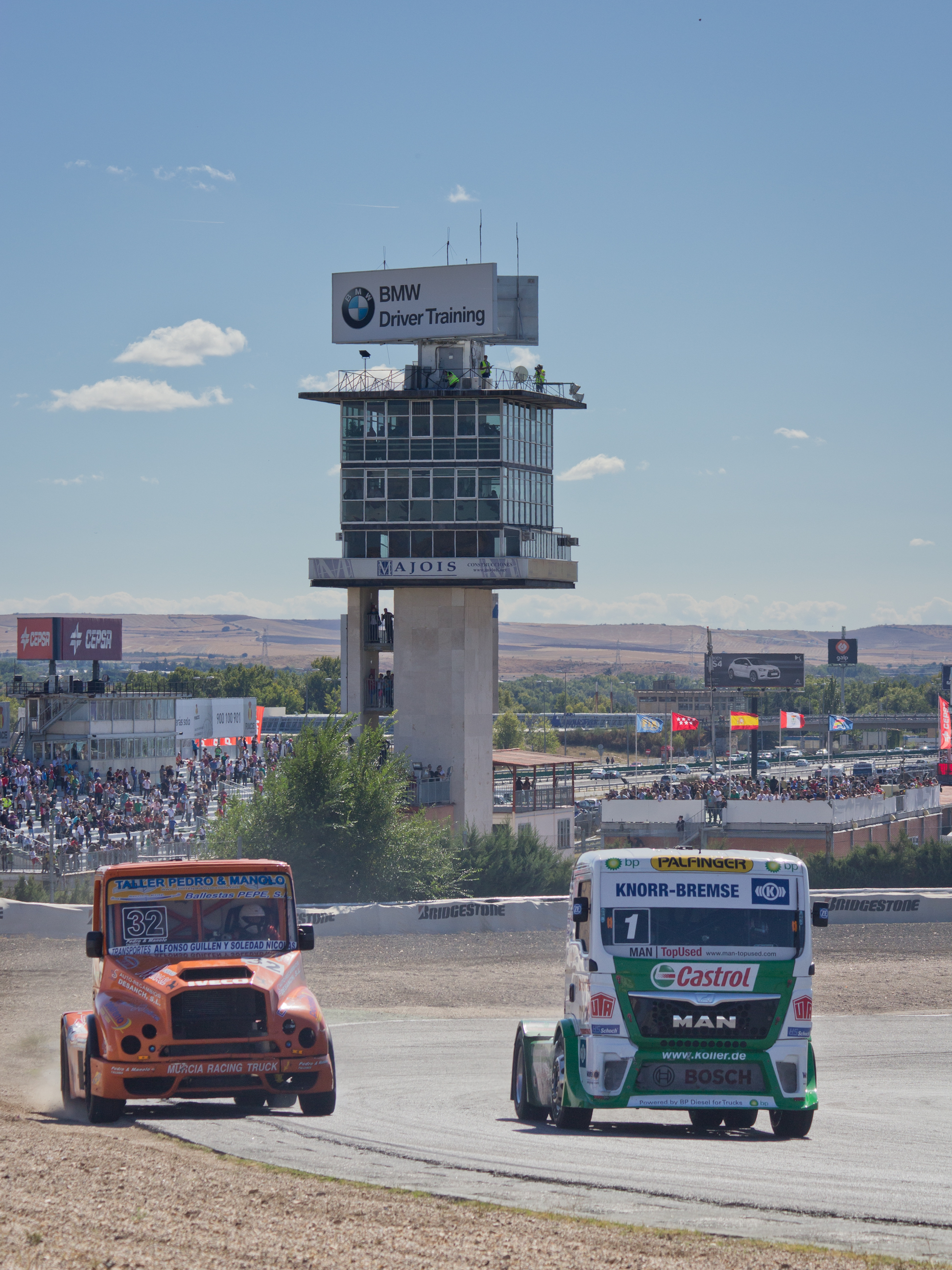
Pedro Ignacio García Marco y Jochen Hahn en el Circuito del Jarama durante la temporada de 2013

Jochen Hahn participa en el Campeonato de Europa de Carreras de Camiones de la  FIA desde el año 2000, año en el que su padre y actual jefe de equipo Konrad Hahn le cedió el volante.
Éste comenzó su carrera como piloto de camión de carrera en 1996, ocupó el tercer puesto 3 veces en 1999 y terminó la temporada en quinto lugar. Sin embargo también sufrió un grave accidente este mismo año y dejó de conducir carreras de camiones. Al chocarse su camión con un muro en  circuito de Zolder a la velocidad de 156 kilómetros por hora salió ileso, sano y salvo.
Comenzó su carrera en un camión de carrera de la marca Mercedes-Benz. Jochen Hahn terminó ya su primera temporada de la Copa de Europa de Carreras de Camiones, la del año 2000, ocupando el cuarto puesto. Entre los años 2000 y 2005 ocupó varias veces los puestos cuatro a seis. En 2006 consiguió su mejor resultado hasta la fecha, quedando tercero de la temporada inaugural del Campeonato de Europa de Carreras de Camiones.

### MAN
Desde 2008 y hasta 2016 Jochen Hahn condujo un camión MAN. El primer camión MAN del equipo Team Hahn Racing fue construido tan solo 8 semanas antes de que la temporada 2008 comenzase. En 2008 no tuvo tan buenos resultados, pero volvió a ser tercero en 2009 y 2010.
En 2011 ganó por primera vez el Campeonato de Europa de Carreras de Camiones, y repitió este éxito en 2012 y 2013. Además fue elegido "Piloto favorito" por los visitantes del Gran Premio de Camiones en Nürburgring por sexta vez seguida en 2013. Gracias a este éxito el camión del tercer Triple Campeón de Europa de Camiones en la historia del Campeonato de Europa de Camiones también llevó el número 1 a lo largo de la temporada de los años 2012, 2013 y 2014.
Curt Göransson (campeón europeo de la clase B de 1988, 1989 y 1990) y Heinz-Werner Lenz (campeón europeo de la clase Camiones de Carreras de 1997, 1998 y 1999) fueron los únicos pilotos de camiones de carrera que lograron ganar tres títulos en tres años seguidos antes de Jochen Hahn.
Habiendo sido subcampeón y un tercer puesto en 2014 y 2015 respectivamente, Jochen Hahn logró ganar el Campeonato de Europa de Camiones por cuarta vez en 2016. Con ello emparejó con Curt Göransson (campeón europeo de las clases C de 1986 y B de 1988, 1989 y 1990) quién ganó un total de 4 títulos en la Copa de Camiones de Europa. Ya solo le falta ganar una vez más para igualar con Steve Parrish (campeón europeo de las clases C de 1990, 1992, 1993 y Super Camiones de Carreras de 1994 y 1996) quién ganó un total de 5 títulos en la Copa de Camiones de Europa. 

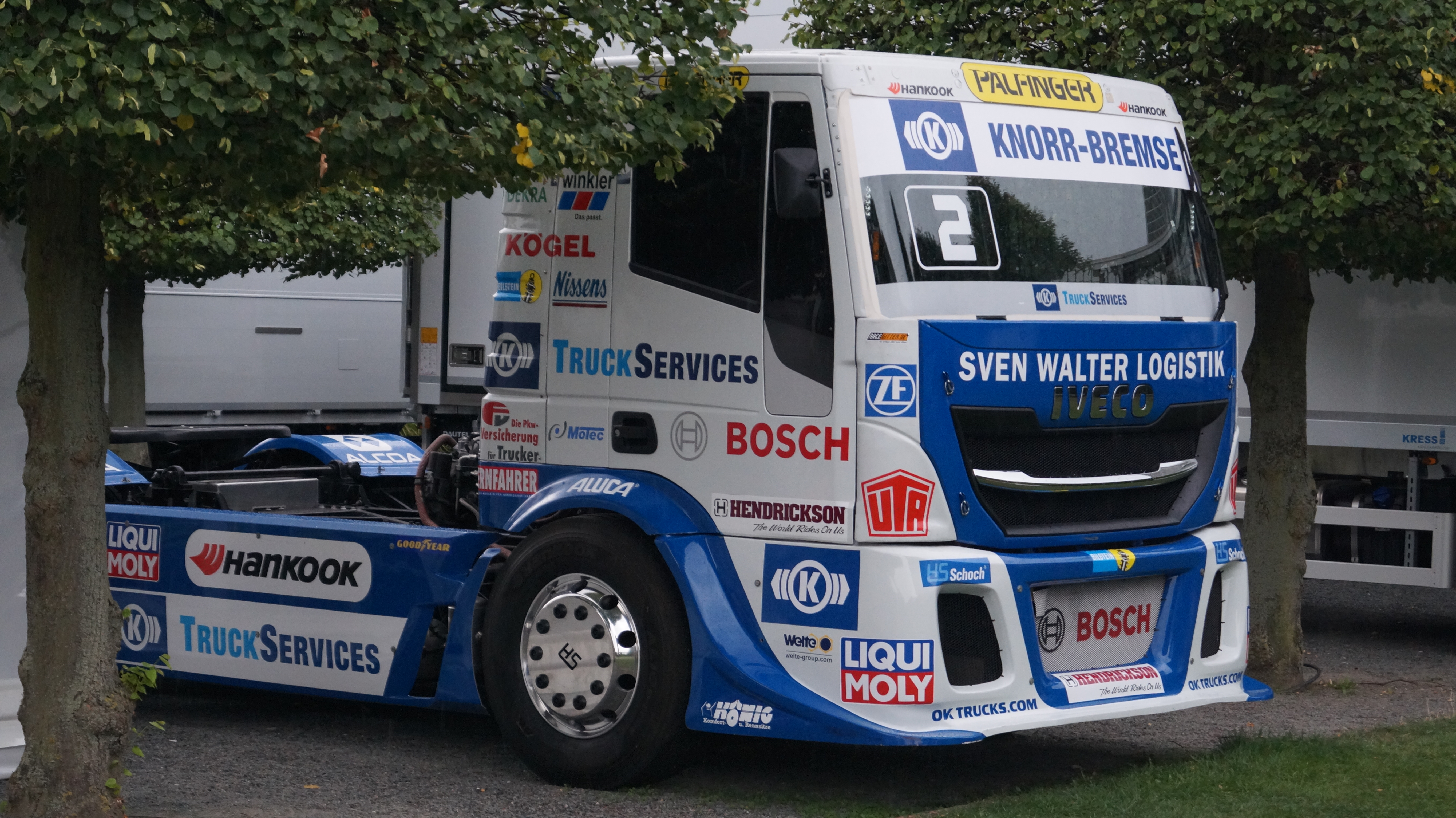
Iveco Magirus Stralis con el que Jochen Hahn se coronó por quinta vez como campeón de Europa de camiones, en 2018

### Iveco
Tras semejante éxito en camiones de la marca MAN, el equipo decidió comenzar la temporada de 2017 en un camión de la marca Iveco y fue subcampeón. El año 2018, Team Hahn Racing y su piloto Jochen Hahn se proclamaron campeones del Campeonato de Europa de Camiones a falta de 5 carreras, logrando su quinto título e igualando al británico Steve Parrish como el piloto con más títulos del campeonato. Además, su equipo, junto al Team Schwabentruck, cuya piloto es Stephanie Halm, se proclama campeón del título de equipos.
En 2019 volvió a proclamarse campeón de Europa convirtiéndose en el piloto con más títulos de la historia (6). También se proclama campeón por equipos, junto a Steffi Halm, del Team Schwabentruck.
En 2020 cambió de montura, pasando de pilotar un Iveco Stralis a un Iveco S-Way. Comenzó el año con dos podios en tres carreras en Most. sine embargo, no ganó la primera carrera del año, algo que llevaba haciendo 8 temporadas, rompiéndose así esa larga racha. En Zolder, donde se canceló la ronda del ETRC, Hahn debutó en el Campeonato Holandés de Carreras de Camiones. Fue segundo en tres carreras y quinto en la otra (la carrera 2).
La carencia de victorias de Hahn hizo que surgiesen debates acerca de qué es lo que sucedía para que el germano no hubiera sido capaz de ganar ninguna de las siete carreras que había disputado hasta el momento, poniendo el foco en la gran competencia con la que se había encontrado el alemán ese año. Después volvió a correr en el europeo, consiguiendo tres podios en Hungría, pero de nuevo sin victorias. Finalmente, no fue destronado como campeón de Europa porque se canceló el campeonato debido a la crisis del coronavirus.
Desde la eliminación de la clase Super Camiones de Carreras el Team Hahn Racing y su piloto Jochen Hahn fueron los primeros en ganar el Campeonato de Europa de Camiones tres veces seguidas.
Desde que la carrera de camiones ascendió en la hirarquía de la  FIA transformándose de Copa de Europa de Carreras de Camiones en Campeonato de Europa de Carreras de Camiones en 2006, Jochen Hahn y su equipo Team Hahn Racing fueron los primeros en ganar el Campeonato de Europa de Carreras de Camiones tres o más veces. Además, es el piloto con más victorias desde que la competición se denomina Campeonato, con 104.

## Vida personal
Jochen Hahn es hijo del expiloto y fundador del Team Hahn Racing Konrad Hahn. Por otro lado, es padre de Lukas Hahn, quien debutó en 2019 en carreras de camiones y lo hizo en 2020 en el ETRC.

## Resultados

### Resultados en el Campeonato de Europa de Carreras de Camiones
| Año  | Camión        | N.º | Equipo                   | 1       | 1       | 1     | 1       | 2       | 2      | 2       | 2       | 3       | 3      | 3     | 3     | 4      | 4      | 4     | 4       | 5     | 5       | 5     | 5       | 6     | 6     | 6       | 6       | 7     | 7       | 7      | 7       | 8       | 8       | 8       | 8       | 9     | 9     | 9     | 9     | 10    | 10    | 10    | 10     | 11    | 11    | 11      | 11    | Posición | Puntos |
| ---- | ------------- | --- | ------------------------ | ------- | ------- | ----- | ------- | ------- | ------ | ------- | ------- | ------- | ------ | ----- | ----- | ------ | ------ | ----- | ------- | ----- | ------- | ----- | ------- | ----- | ----- | ------- | ------- | ----- | ------- | ------ | ------- | ------- | ------- | ------- | ------- | ----- | ----- | ----- | ----- | ----- | ----- | ----- | ------ | ----- | ----- | ------- | ----- | -------- | ------ |
| 2006 | Mercedes-Benz | 6   | Team Hahn Racing         | BAR 2   | BAR 4   | BAR 4 | BAR 6   | MIS 3   | MIS 2  | MIS 1   | MIS 2   | ALB 4   | ALB 2  | ALB 2 | ALB 3 | NOG 1  | NOG 1  | NOG 1 | NOG 1   | NUR 5 | NUR 4   | NUR 3 | NUR 4   | MOS 5 | MOS 3 | MOS 5   | MOS 4   | ZOL 5 | ZOL Ret | ZOL 5  | ZOL Ret | JAR DNS | JAR DNS | JAR 1   | JAR 6   | LMS 3 | LMS 5 | LMS 1 | LMS 1 |       |       |       |        |       |       |         |       | 3º       | 291    |
| 2007 | Mercedes-Benz | 3   | Team Hahn Racing         | BAR 4   | BAR 5   | BAR 2 | BAR Ret | ZOL 2   | ZOL 5  | ZOL 2   | ZOL 2   | ALB 3   | ALB 3  | ALB 3 | ALB 2 | NOG 18 | NOG 7  | NOG 4 | NOG Ret | NUR 5 | NUR 4   | NUR 4 | NUR Ret | MOS 5 | MOS 4 | MOS 5   | MOS 10  | LMS 2 | LMS 2   | LMS 3  | LMS 4   | MIS 4   | MIS 4   | MIS 6   | MIS 3   | JAR 3 | JAR 3 | JAR 1 | JAR 1 |       |       |       |        |       |       |         |       | 4º       | 291    |
| 2008 | MAN           | 4   | Team Hahn Racing         | BAR 3   | BAR Ret | BAR 5 | BAR 5   | MIS 5   | MIS 4  | MIS 4   | MIS 5   | ALB 5   | ALB 4  | ALB 3 | ALB 2 | NOG 5  | NOG 5  | NOG 4 | NOG 3   | NUR 4 | NUR 3   | NUR 3 | NUR 2   | MOS 4 | MOS 4 | MOS DNS | MOS DNS | ZOL 5 | ZOL 6   | ZOL 4  | ZOL 3   | LMS 3   | LMS 2   | LMS 3   | LMS 1   | JAR 2 | JAR 2 | JAR 6 | JAR 4 |       |       |       |        |       |       |         |       | 4º       | 305    |
| 2009 | MAN           | 4   | Team Hahn Racing         | ASS Ret | ASS 4   | ASS 4 | ASS 1   | MIS Ret | MIS 4  | MIS Ret | MIS 4   | ALB Ret | ALB 5  | ALB 2 | ALB 1 | NOG 4  | NOG 2  | NOG 1 | NOG 3   | BAR 2 | BAR 2   | BAR 1 | BAR 3   | NUR 4 | NUR 2 | NUR 3   | NUR 1   | MOS 5 | MOS Ret | MOS 2  | MOS 9   | ZOL 3   | ZOL 3   | ZOL 3   | ZOL 1   | LMS 4 | LMS 2 | LMS 3 | LMS 2 | JAR 2 | JAR 2 | JAR 4 | JAR 3  |       |       |         |       | 3º       | 361    |
| 2010 | MAN           | 3   | Team Hahn Racing         | MIS 2   | MIS C   | MIS 2 | MIS 3   | ALB 2   | ALB 1  | ALB 2   | ALB 5   | NOG 5   | NOG 3  | NOG 4 | NOG 1 | NUR 5  | NUR 10 | NUR 4 | NUR 8   | SMO 2 | SMO 1   | SMO 1 | SMO 3   | MOS 6 | MOS 1 | MOS 4   | MOS 5   | ZOL 2 | ZOL 7   | ZOL 12 | ZOL 7   | LMS 3   | LMS 1   | LMS 4   | LMS 1   | JAR 7 | JAR 1 | JAR 6 | JAR 5 |       |       |       |        |       |       |         |       | 3º       | 318    |
| 2011 | MAN           | 3   | Team Hahn Racing         | DON Ret | DON 6   | DON 2 | DON 1   | MIS 1   | MIS 1  | MIS 1   | MIS 1   | ALB 1   | ALB 4  | ALB 1 | ALB 1 | NOG 1  | NOG 3  | NOG 1 | NOG 6   | NUR 1 | NUR 5   | NUR 2 | NUR Ret | SMO 2 | SMO 7 | SMO 1   | SMO 4   | MOS 3 | MOS 6   | MOS 4  | MOS 7   | ZOL 6   | ZOL 11  | ZOL Ret | ZOL DNS | JAR 5 | JAR 2 | JAR 3 | JAR 2 | LMS 4 | LMS 2 | LMS 2 | LMS 5  |       |       |         |       | 1º       | 402    |
| 2012 | MAN           | 1   | Castrol Team Hahn Racing | EST 1   | EST 1   | EST 1 | EST 1   | MIS 1   | MIS 13 | MIS 2   | MIS 3   | JAR 1   | JAR 16 | JAR 1 | JAR 4 | NOG 2  | NOG 5  | NOG 2 | NOG 10  | DON 1 | DON 3   | DON 3 | DON 4   | NUR 3 | NUR 3 | NUR 1   | NUR 4   | SMO 2 | SMO 6   | SMO 1  | SMO 1   | MOS 2   | MOS 4   | MOS 1   | MOS 6   | ZOL 1 | ZOL 3 | ZOL 2 | ZOL 2 | JAR 1 | JAR 3 | JAR 1 | JAR 4  | LMS 1 | LMS 5 | LMS Ret | LMS 5 | 1º       | 517    |
| 2013 | MAN           | 1   | Castrol Team Hahn Racing | MIS 1   | MIS 3   | MIS 4 | MIS 5   | NAV 2   | NAV 6  | NAV 5   | NAV 3   | NOG 2   | NOG 6  | NOG 2 | NOG 8 | RBR 2  | RBR 5  | RBR 4 | RBR 5   | NUR 1 | NUR Ret | NUR 2 | NUR 3   | SMO 3 | SMO 2 | SMO 3   | SMO 4   | MOS 1 | MOS 4   | MOS 1  | MOS 5   | ZOL 5   | ZOL 1   | ZOL 4   | ZOL Ret | JAR 2 | JAR 3 | JAR 1 | JAR 7 | LMS 1 | LMS 7 | LMS 1 | LMS 4  |       |       |         |       | 1º       | 417    |
| 2014 | MAN           | 1   | Castrol Team Hahn Racing | MIS 1   | MIS 11  | MIS 2 | MIS 4   | NAV DNS | NAV 4  | NAV 4   | NAV 1   | NOG 3   | NOG 2  | NOG 1 | NOG 5 | RBR 2  | RBR 4  | RBR 1 | RBR 6   | NUR 3 | NUR 2   | NUR 1 | NUR 6   | MOS 2 | MOS 4 | MOS 3   | MOS 5   | ZOL 1 | ZOL 4   | ZOL 3  | ZOL 3   | JAR 2   | JAR 4   | JAR 2   | JAR 3   | LMS 2 | LMS 4 | LMS 3 | LMS 3 |       |       |       |        |       |       |         |       | 2º       | 383    |
| 2015 | MAN           | 2   | Castrol Team Hahn Racing | VAL 1   | VAL 7   | VAL 3 | VAL 2   | RBR 3   | RBR 2  | RBR 3   | RBR 6   | MIS 1   | MIS 5  | MIS 2 | MIS 5 | NOG 2  | NOG 6  | NOG 3 | NOG 2   | NUR 3 | NUR 4   | NUR 5 | NUR Ret | MOS 2 | MOS 8 | MOS 1   | MOS 3   | HUN 3 | HUN 4   | HUN 2  | HUN 4   | ZOL 7   | ZOL 2   | ZOL 3   | ZOL 6   | JAR 3 | JAR 4 | JAR 7 | JAR 1 | LMS 5 | LMS 2 | LMS 6 | LMS 11 |       |       |         |       | 3º       | 434    |
| 2016 | MAN           | 3   | Team Hahn Racing         | RBR 1   | RBR 2   | RBR 3 | RBR 4   | MIS 3   | MIS 2  | MIS 2   | MIS 1   | NOG 3   | NOG 2  | NOG 1 | NOG 2 | NUR 1  | NUR 2  | NUR 2 | NUR 2   | HUN 1 | HUN 6   | HUN 1 | HUN 5   | MOS 2 | MOS 5 | MOS 1   | MOS 1   | ZOL 1 | ZOL 3   | ZOL 1  | ZOL 2   | LMS 2   | LMS 1   | LMS 1   | LMS 4   | JAR 1 | JAR 3 | JAR 1 | JAR 5 |       |       |       |        |       |       |         |       | 1º       | 462    |
| 2017 | Iveco         | 1   | Team Hahn Racing         | RBR 1   | RBR 5   | RBR 2 | RBR 1   | MIS 5   | MIS 1  | MIS 8   | MIS DNS | NUR 3   | NUR 4  | NUR 7 | NUR C | SVK 3  | SVK 4  | SVK 3 | SVK 2   | HUN 2 | HUN 2   | HUN 5 | HUN 4   | MOS 1 | MOS 7 | MOS 2   | MOS 6   | ZOL 2 | ZOL 4   | ZOL 2  | ZOL 8   | LMS 2   | LMS 4   | LMS 3   | LMS 3   | JAR 3 | JAR 4 | JAR 2 | JAR 2 |       |       |       |        |       |       |         |       | 2º       | 343    |
| 2018 | Iveco         | 2   | Team Hahn Racing         | MIS 1   | MIS 4   | MIS 1 | MIS 8   | HUN 1   | HUN 6  | HUN 1   | HUN 17  | NUR 2   | NUR 12 | NUR 1 | NUR 4 | SVK 2  | SVK 2  | SVK 1 | SVK 4   | MOS 3 | MOS 6   | MOS 1 | MOS 5   | ZOL 3 | ZOL 2 | ZOL 1   | ZOL 3   | LMS 1 | LMS 4   | LMS 1  | LMS 3   | JAR 1   | JAR 7   | JAR 1   | JAR 4   |       |       |       |       |       |       |       |        |       |       |         |       | 1º       | 387    |
| 2019 | Iveco         | 1   | Team Hahn Racing         | MIS 1   | MIS 11  | MIS 3 | MIS 1   | HUN 1   | HUN 6  | HUN 1   | HUN 4   | SVK 1   | SVK 5  | SVK 1 | SVK 7 | NUR 1  | NUR 3  | NUR 1 | NUR 6   | MOS 1 | MOS 4   | MOS C | MOS C   | ZOL 1 | ZOL 6 | ZOL 1   | ZOL 8   | LMS 1 | LMS 6   | LMS 3  | LMS 2   | JAR 1   | JAR 3   | JAR 2   | JAR 2   |       |       |       |       |       |       |       |        |       |       |         |       | 1º       | 370    |
| 2020 | Iveco         | 1   | Team Hahn Racing         | MOS 2   | MOS 3   | MOS 4 | MOS C   | HUN 3   | HUN 5  | HUN 3   | HUN 2   |         |        |       |       |        |        |       |         |       |         |       |         |       |       |         |         |       |         |        |         |         |         |         |         |       |       |       |       |       |       |       |        |       |       |         |       | -        | -      |
| 2021 | Iveco         | 1   | Team Hahn Racing         | HUN 2   | HUN C   | HUN 6 | HUN 5   | MOS Ret | MOS 10 | MOS 4   | MOS Ret | ZOL 12  | ZOL 11 | ZOL 1 | ZOL 6 | LMS 1  | LMS 4  | LMS 3 | LMS 6   | JAR 3 | JAR Ret | JAR 4 | JAR 9   | MIS 3 | MIS 1 | MIS 2   | MIS 6   |       |         |        |         |         |         |         |         |       |       |       |       |       |       |       |        |       |       |         |       | 4º       | 174    |

### Resultados en el Campeonato Holandés de Carreras de Camiones
| Año  | Camión       | N.º | Equipo           | 1   | 1   | 1   | 1   | 2     | 2     | 2     | 2     | Posición | Puntos |
| ---- | ------------ | --- | ---------------- | --- | --- | --- | --- | ----- | ----- | ----- | ----- | -------- | ------ |
| 2020 | Freightliner | 1   | Team Hahn Racing | LAU | LAU | LAU | LAU | ZOL 2 | ZOL 5 | ZOL 2 | ZOL 2 | -        | -      |

## Títulos y éxitos
- 2008: cuarto puesto en el Campeonato de Europa de Camiones 2008, 2° puesto en el campeonato de equipos, piloto favorito.
- 2009: tercer puesto en el Campeonato de Europa de Camiones 2009, 2° puesto en el campeonato de equipos, piloto favorito.
- 2010: tercer puesto en el Campeonato de Europa de Camiones 2010, piloto favorito.
- 2011: Campeón de Europa de Camiones, piloto favorito.
- 2012: Campeón de Europa de Camiones, piloto favorito.
- 2013: Campeón de Europa de Camiones, piloto favorito.
- 2014: Subcampeón de Europa de Camiones
- 2015: tercer puesto en el Campeonato de Europa de Camiones
- 2016: Campeón de Europa de Camiones (por cuarta vez), centésimo (100) victoria en una carrera del Campeonato de Europa de Camiones durante el evento en Le Mans (Francia)
- 2017: Subcampeón de Europa de Camiones
- 2018: Campeón de Europa de Camiones
- 2019: Campeón de Europa de Camiones